# Allen Yanes
Allen José Yanes Pinto (ur. 4 lipca 1997 w Los Angeles) – gwatemalski piłkarz z obywatelstwem amerykańskim występujący na pozycji bocznego obrońcy, reprezentant Gwatemali, od 2023 roku zawodnik Mixco.

## Kariera klubowa
Yanes urodził się w amerykańskim Los Angeles, jednak wychowywał się w swojej ojczyźnie, w mieście Jalapa. Jest wychowankiem akademii juniorskiej Achik′ ze stołecznego miasta Gwatemala, w której terminował przez 5 lat. Jako zawodnik seniorów Achik′ występował w czwartej lidze gwatemalskiej. 
Następnie Yanes podpisał kontrakt z klubem Antigua GFC, w którego barwach zadebiutował w gwatemalskiej Liga Nacional w wieku 18 lat, 11 października 2015 w przegranym 1:2 spotkaniu z Petapą. Szybko został ważnym piłkarzem w taktyce trenera Mauricio Tapii, występując na pozycji lewego lub środkowego obrońcy. Dość często zmagał się jednak z kontuzjami. Pierwszego gola w lidze strzelił 19 kwietnia 2018 w przegranym 2:3 meczu z Suchitepéquez. Wywalczył z Antiguą trzy mistrzostwa Gwatemali (Apertura 2015, Apertura 2016, Apertura 2017), będące zarazem pierwszymi w historii klubu.
W lipcu 2018 Yanes podpisał półroczną umowę z amerykańskim New York Red Bulls II, grającymi w USL Championship (drugi poziom rozgrywkowy) rezerwami New York Red Bulls. Na koniec roku przedłużył umowę z klubem o kolejny sezon. Podczas swojego pobytu w Red Bulls trenował również z pierwszą drużyną. W styczniu 2020 powrócił do ojczyzny, zostając zawodnikiem stołecznego potentata Comunicaciones FC, prowadzonego przez Mauricio Tapię, swojego byłego szkoleniowca z Antigui.

## Kariera reprezentacyjna
W grudniu 2012 Yanes w barwach reprezentacji Gwatemali U-17 prowadzonej przez Oscara Sáncheza zagrał w czterech meczach w kwalifikacjach do mistrzostw CONCACAF U-17. W kwietniu 2013 wziął natomiast udział w turnieju finałowym, gdzie rozegrał wszystkie trzy spotkania. Gwatemalczycy odpadli z kontynentalnego czempionatu w ćwierćfinale z Meksykiem (0:2) i nie zdołali awansować na mistrzostwa świata U-17 w ZEA.
Następnie Yanes występował w reprezentacji Gwatemali U-20 pod wodzą Guillermo Moralesa. W lipcu 2014 był jej podstawowym piłkarzem w ramach eliminacji do mistrzostw CONCACAF U-20. W styczniu 2015 został powołany na rozgrywany na Jamajce turniej finałowy. Tam przesiedział jednak wszystkie mecze na ławce rezerwowych, a jego reprezentacja zajęła trzecie miejsce w grupie i awansowała do baraży o udział w mistrzostwach świata U-20 w Nowej Zelandii. Przegrała tam z Hondurasem (1:2) i nie zakwalifikowała się na młodzieżowy mundial. 
W czerwcu 2019 Yanes został powołany przez Éricka Gonzáleza do reprezentacji Gwatemali U-23 na Turniej w Tulonie. Wystąpił wówczas we wszystkich czterech meczach, zaś Gwatemalczycy zakończyli swój udział w turnieju na fazie grupowej.
W czerwcu 2013 Yanes otrzymał od tymczasowego selekcjonera Víctora Hugo Monzóna pierwsze powołanie do seniorskiej reprezentacji Gwatemali, na obóz treningowy przed meczami towarzyskimi z Belize (0:0) i Argentyną (0:4), za sprawą swoich udanych występów w kadrze juniorskiej. Kolejny raz został powołany przez Waltera Claverí w lutym 2016 na sparing z Hondurasem (3:1), lecz w pierwszej kadrze zadebiutował dopiero 7 września 2018 w przegranym 0:3 meczu towarzyskim z Argentyną.